# Gene Byrnes
Eugene Francis Byrnes (1889-1974) est un auteur de bande dessinée américain, créateur du comic strip humoristique Reg'lar Fellers (en), diffusé de 1917 à 1949 dans la presse américaine.